# Văn phòng phẩm
Văn phòng phẩm (hay được gọi là Đồ dùng học tập) là những vật phẩm đơn giản phục vụ cho các hoạt động văn phòng như: giấy in, sổ, giấy viết, bút (chì, bi), ghim, kẹp, giấy bóng kính, túi nhựa, cặp nhựa, băng dính, hồ dán, phong bì, túi bìa cứng, sổ cặp tài liệu, băng keo giấy...

## Lịch sử
Ban đầu, thuật ngữ 'văn phòng phẩm' dùng để chỉ tất cả các sản phẩm được bán bởi một người bán văn phòng phẩm, người có tên cho biết cửa hàng sách của anh ta nằm ở một địa điểm cố định. Nơi này thường ở đâu đó gần một trường đại học và cố định, trong khi hoạt động buôn bán thời trung cổ chủ yếu được thực hiện bởi những người bán hàng rong lưu động. Đây là một thuật ngữ độc đáo được sử dụng trong khoảng thời gian từ thế kỉ 13 đến thế kỷ 15 trong nền văn hóa bản thảo. Các cửa hàng văn phòng phẩm là nơi đóng sách, sao chép và xuất bản. Những cửa hàng này thường cho sinh viên đại học gần đó mượn sách với một khoản phí. Sách được cho mượn theo từng phần, cho phép sinh viên nghiên cứu hoặc sao chép chúng, và cách duy nhất để có được phần tiếp theo của cuốn sách là trả lại phần trước đó. Trong một số trường hợp, các cửa hàng văn phòng phẩm trở thành lựa chọn ưa thích của các học giả để tìm sách, thay vì các thư viện trường đại học do bộ sưu tập sách rộng hơn của các cửa hàng văn phòng phẩm. Công ty của Văn phòng phẩm trước đây nắm giữ độc quyền đối với ngành xuất bản ở Vương quốc Anh và chịu trách nhiệm về các quy định về bản quyền.

## Phân loại

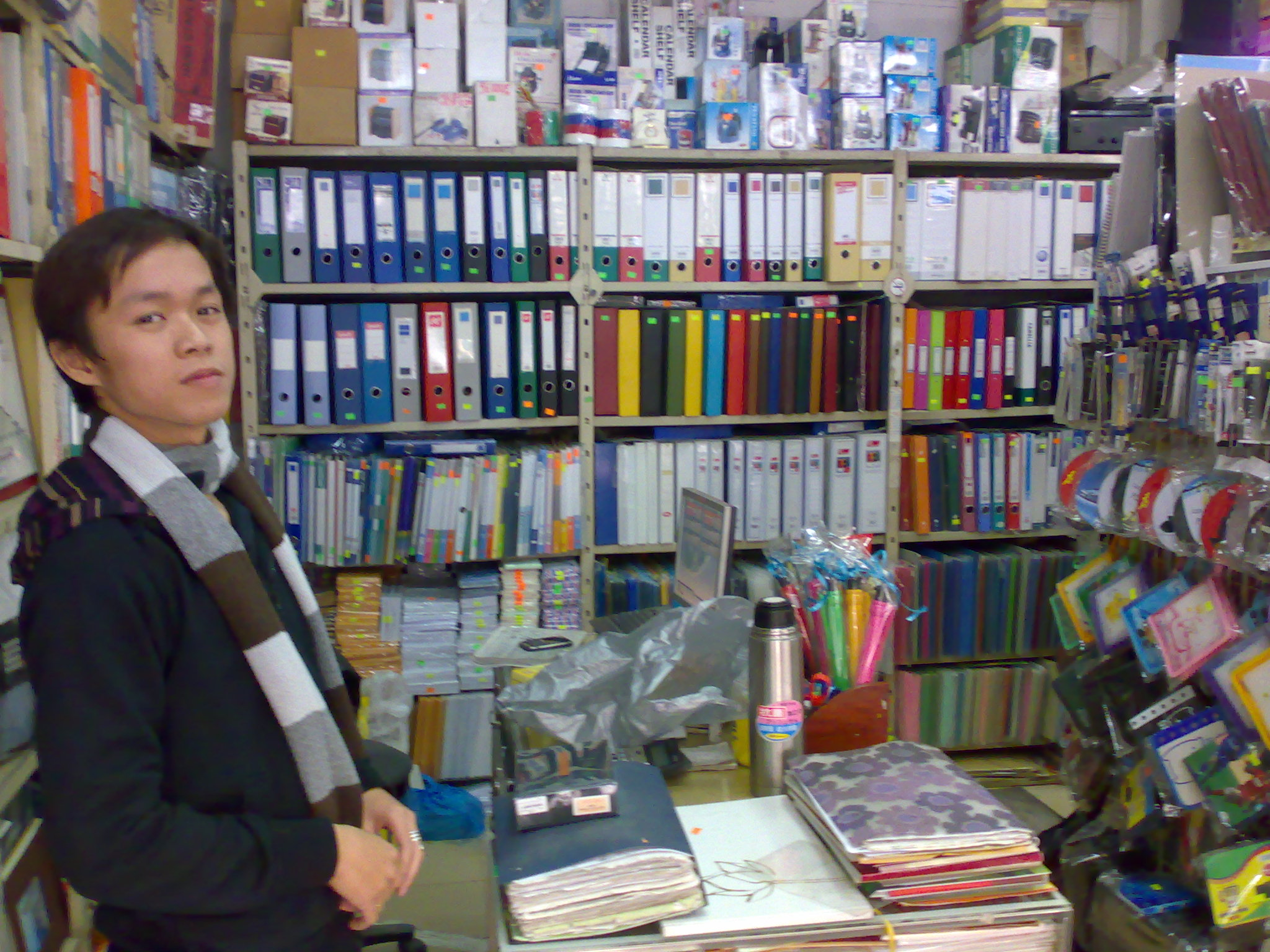
Một cửa hàng văn phòng phẩm tại Hà Nội.

### Theo vật liệu
1. Đồ dùng bằng giấy: giấy in, giấy viết, cặp giấy
  - Giấy photocopy
  - Giấy in laser
  - Giấy in phun
  - Giấy can
  - Giấy viết
  - sổ, vở văn phòng
  - Giấy ghi chú
  - Cặp tài liệu văn phòng bằng giấy
  - Phân trang hay chia file bằng giấy
  - Giấy màu (giấy thủ công)
2. Đồ dùng bằng nhựa:
  - Thước kẻ
  - Bút bi
  - Ê ke
  - Bút chì khúc
  - Keo (hồ dán)
3. Đồ dùng bằng gỗ:
  - Bút chì
  - Thước kẻ gỗ
  - Ê ke gỗ
4. Đồ dùng bằng kim loại:
  - Dao cắt giấy
  - Kéo thủ công

### Theo công dụng
- Dụng cụ cơ bản và nhãn
- Cặp đục lỗ và các thiết bị
- Business Cases
- Lịch và kế hoạch
- Sản phẩm in ấn
- Đồ dùng trên bàn
- Quà tặng
- Lưu trữ tài liệu
- Giấy, tiêu đề thư, phong bì và biểu mẫu văn phòng
- Bút: Bút bi, bút chì, bút bi kim, bút dạ kim, bút dạ, bút đánh dấu, bút tẩy...
- Máy in, máy fax và các thiết bị kèm theo
- Hàng khuyến mãi
- Đồ dùng học sinh

## Thư viện hình

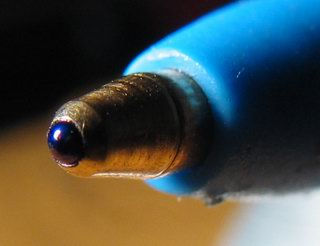
Đầu bút bi
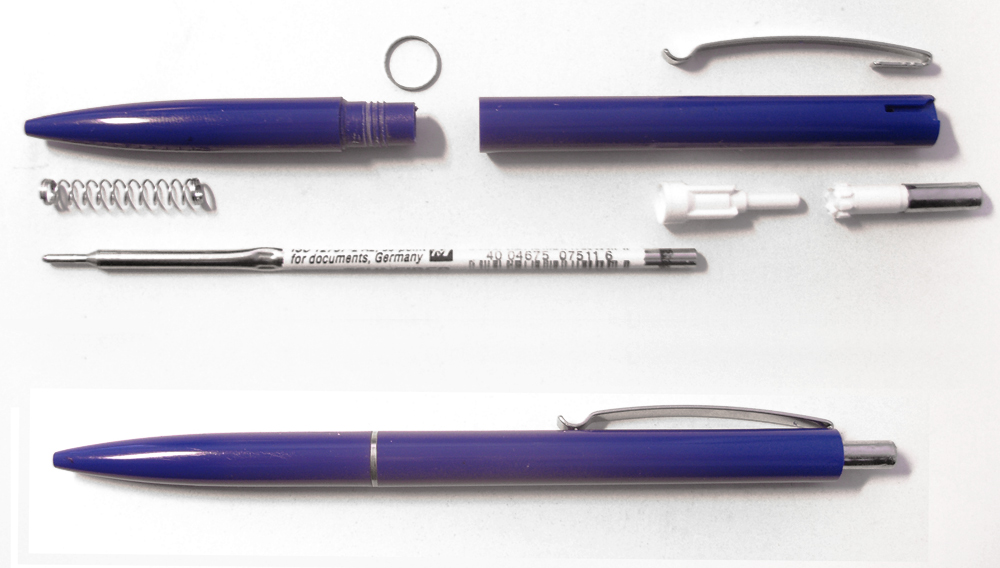
Các bộ phận bút bi
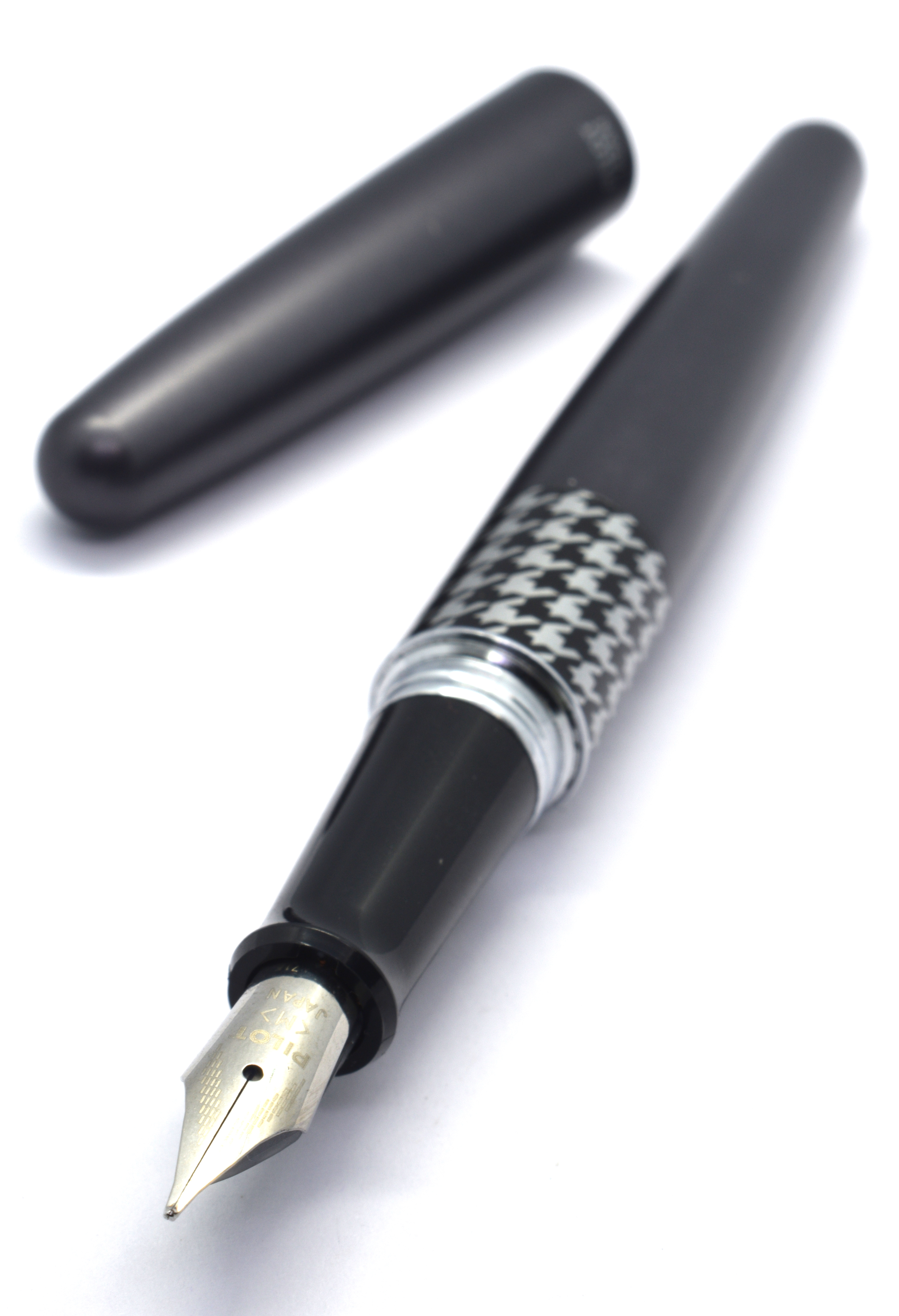
Bút máy
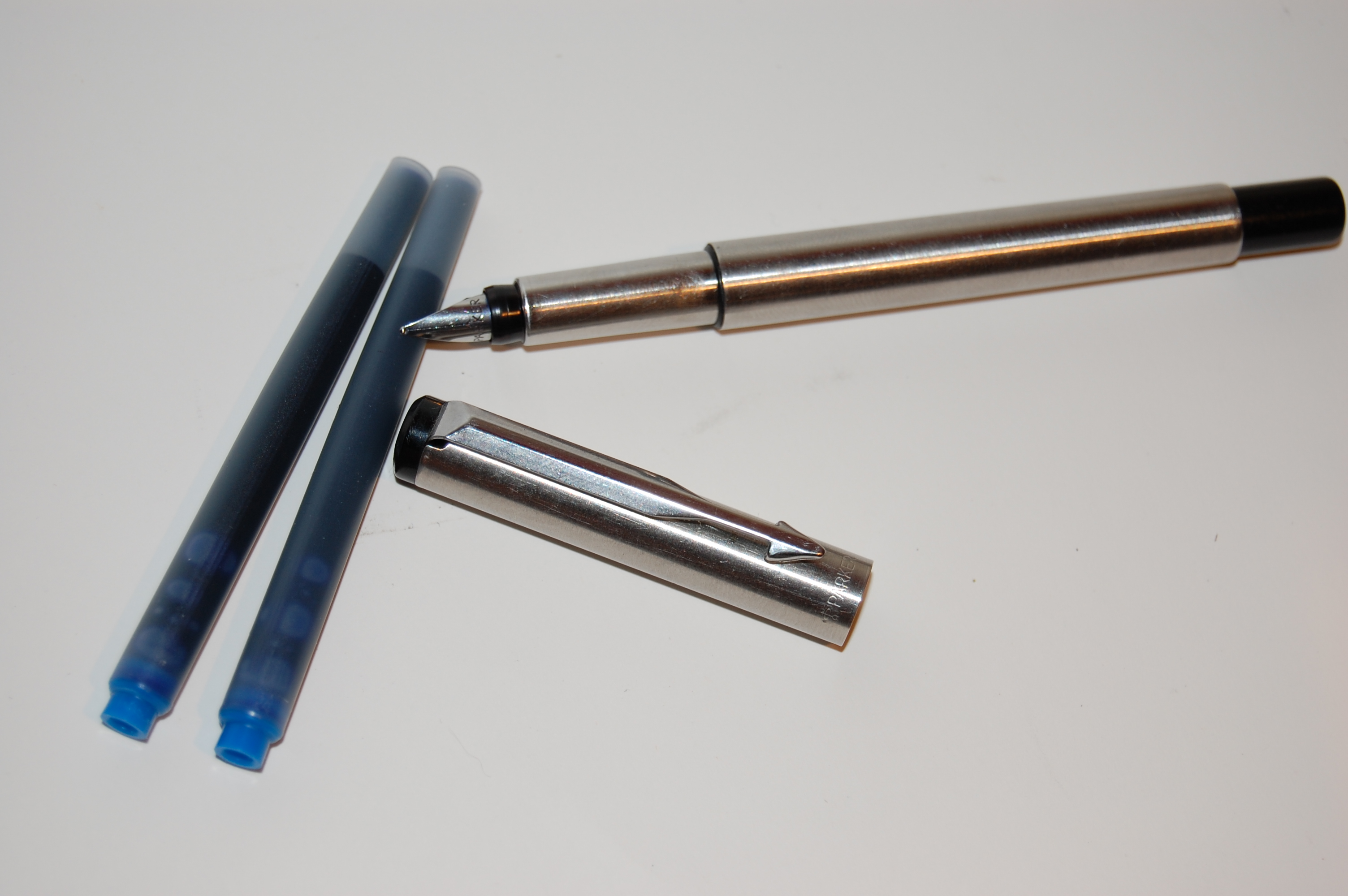
Bút máy và ruột mực
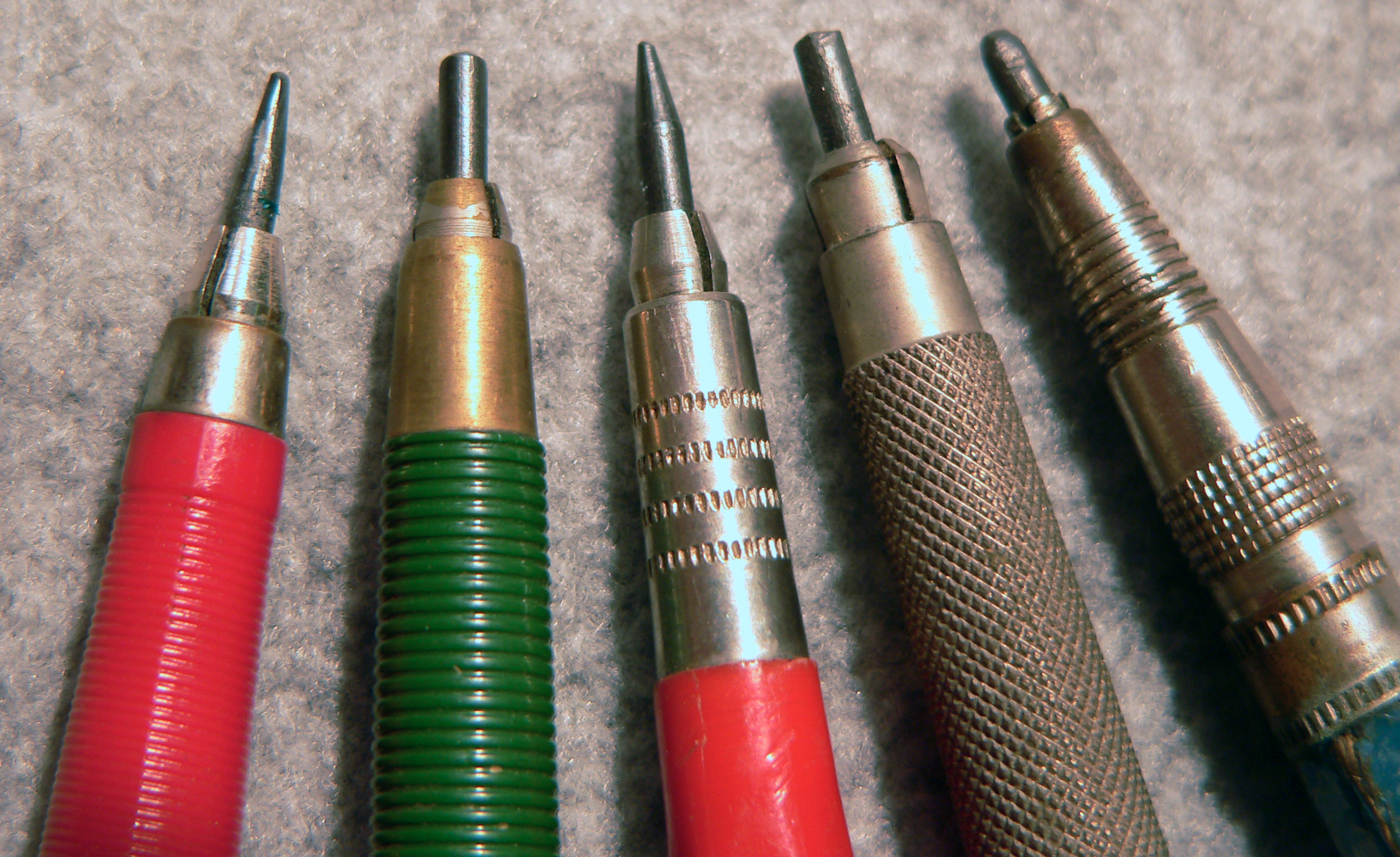
Bút chì
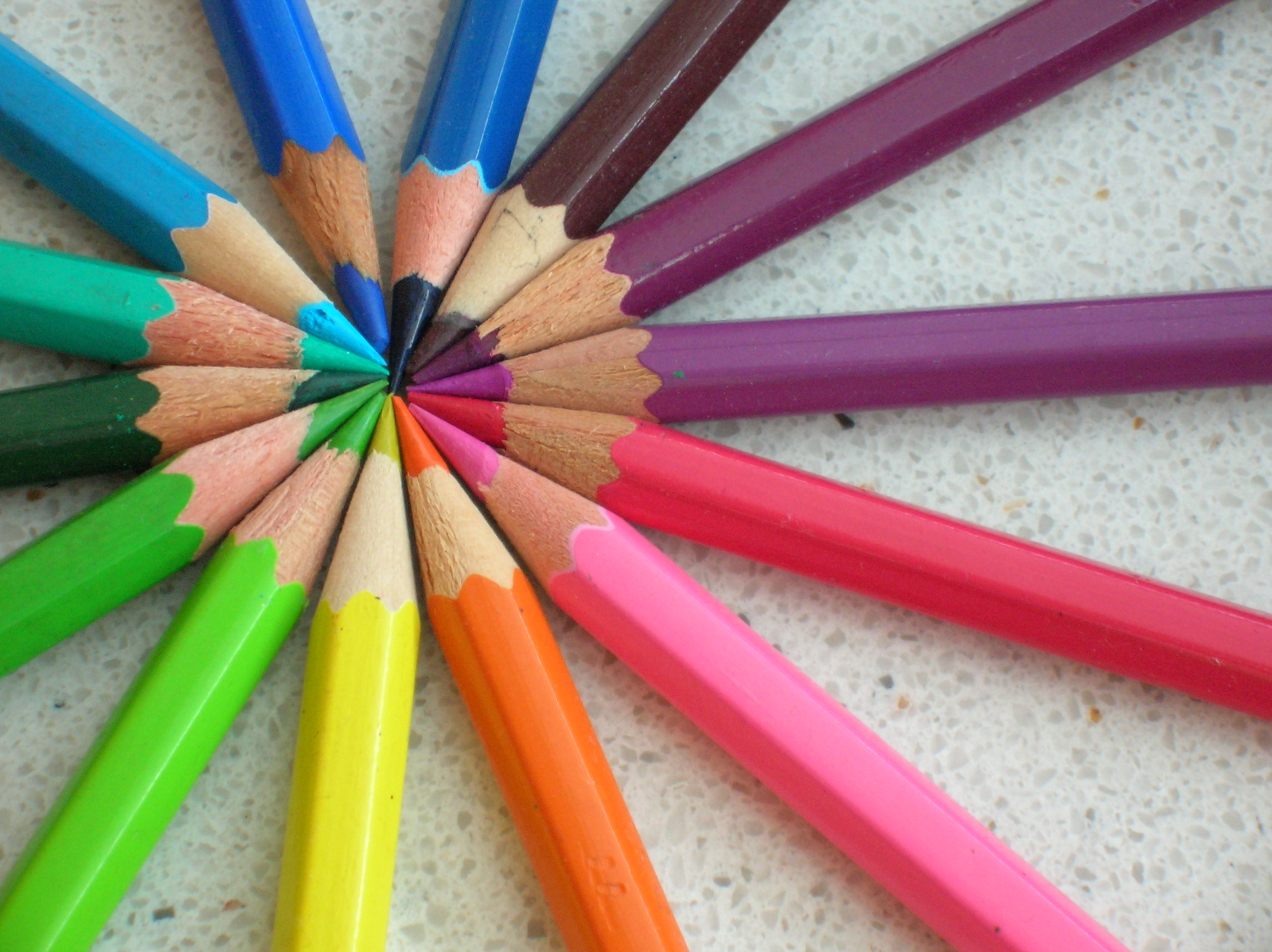
Bút chì màu
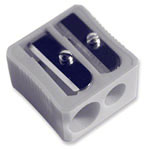
Gọt bút chì
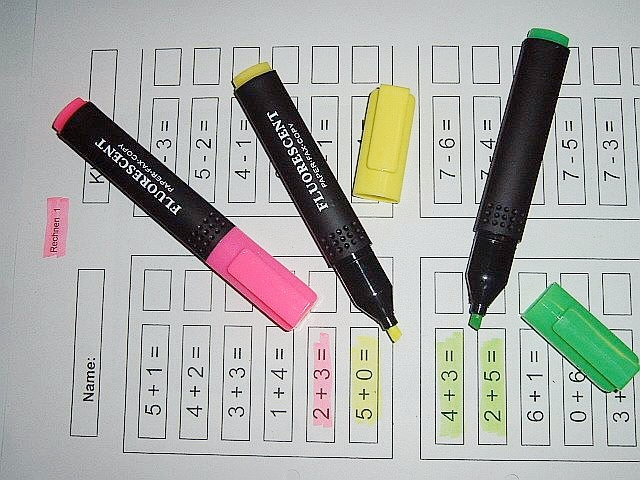
Bút đánh dấu
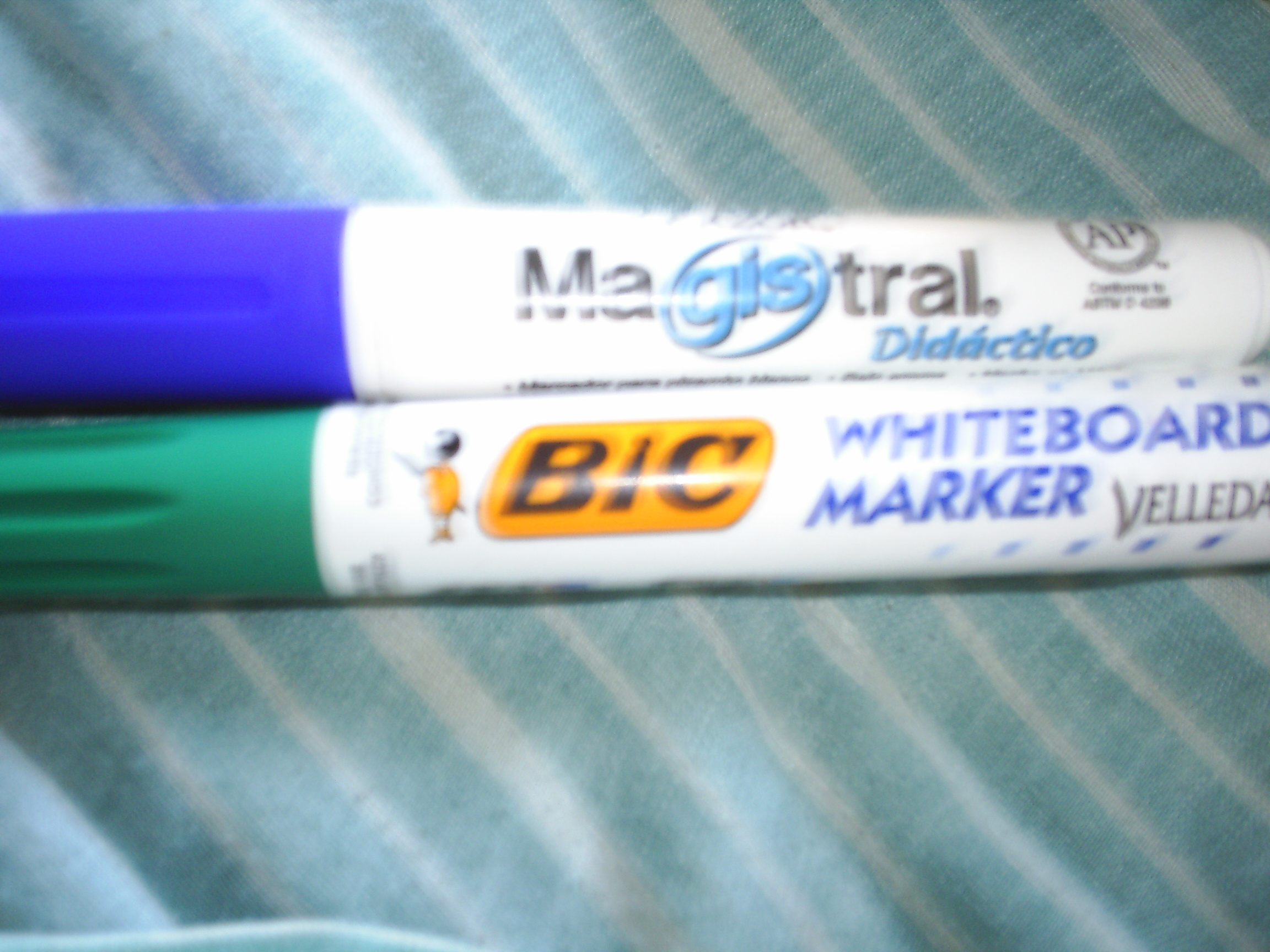
Bút viết bảng trắng
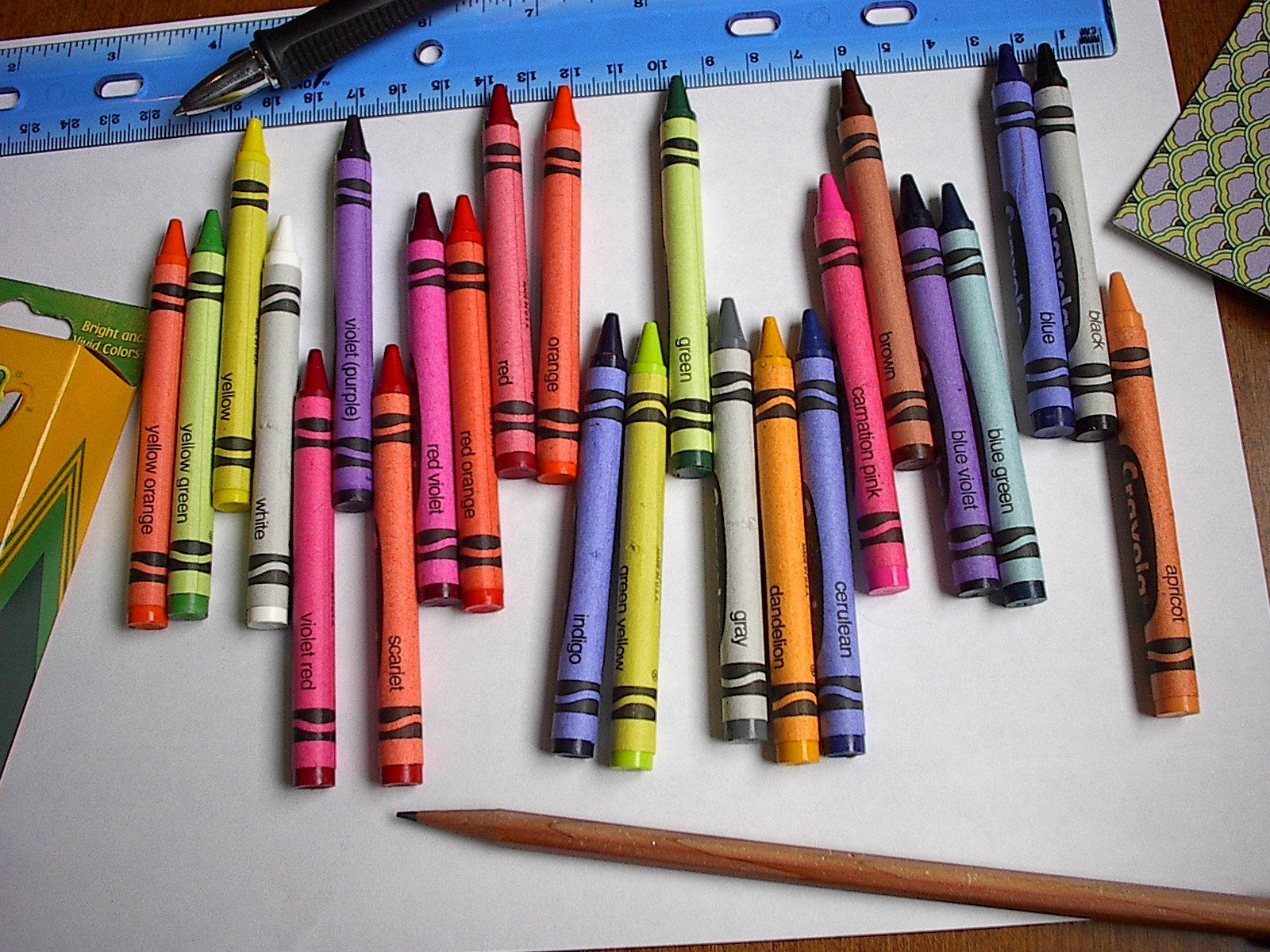
Sáp màu học sinh
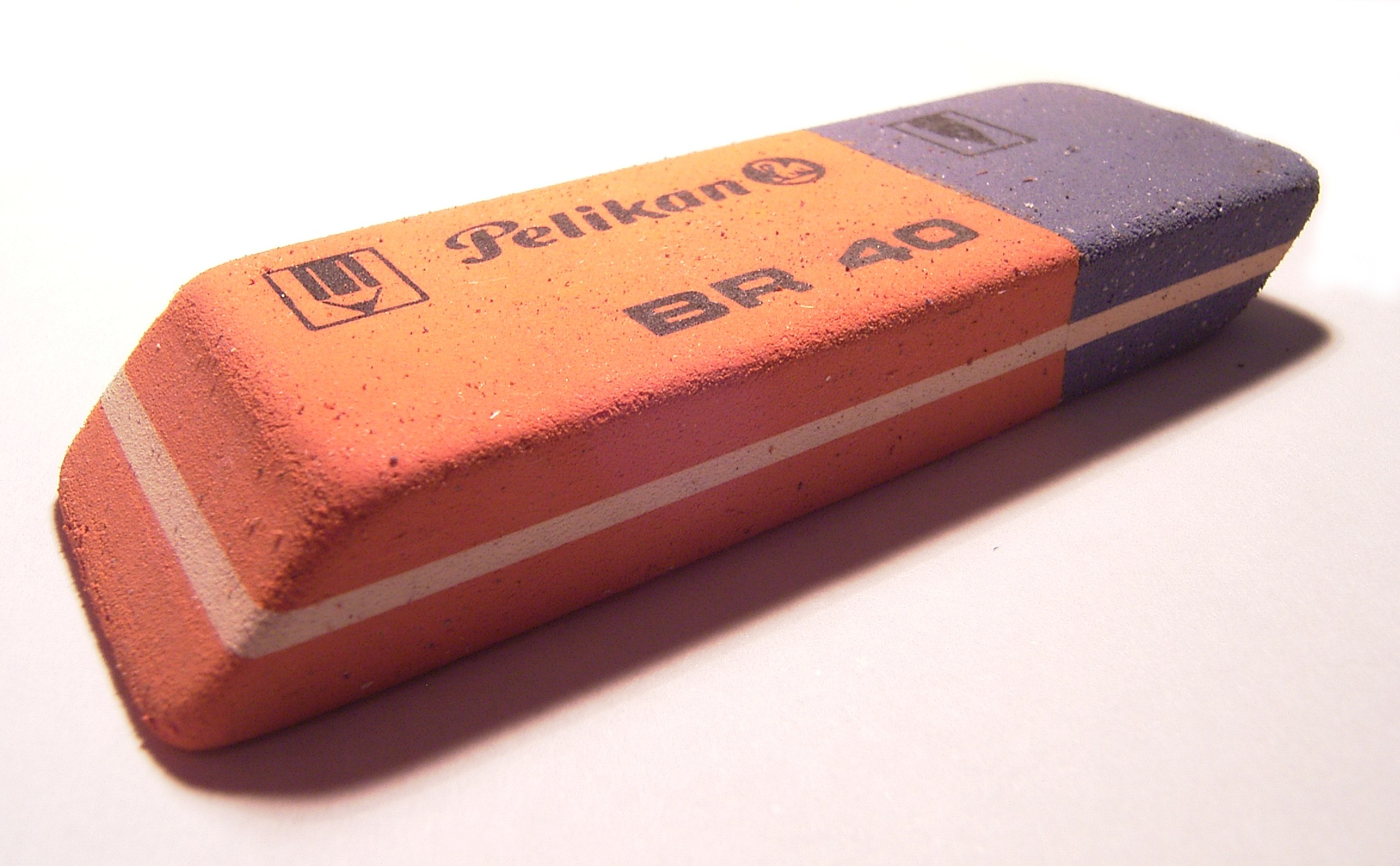
Tẩy
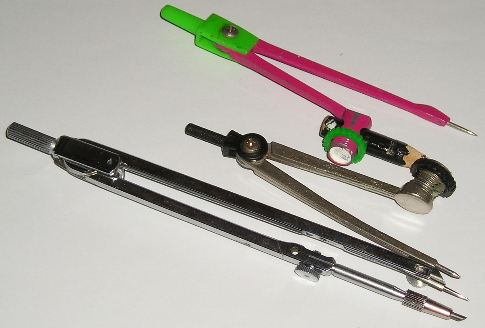
Com pa
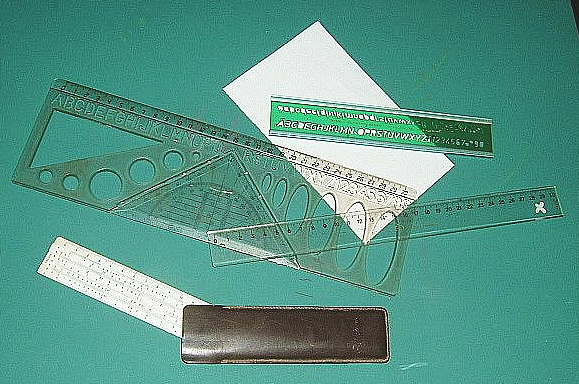
Thước kẻ và vẽ
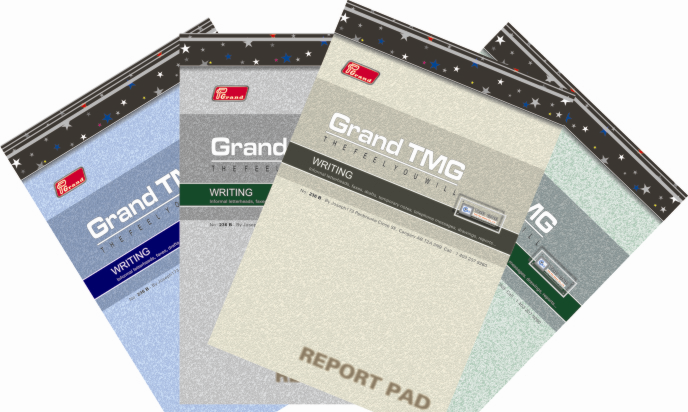
Vở xé văn phòng
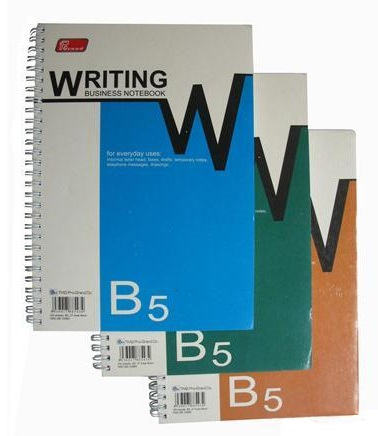
Sổ lò xo văn phòng
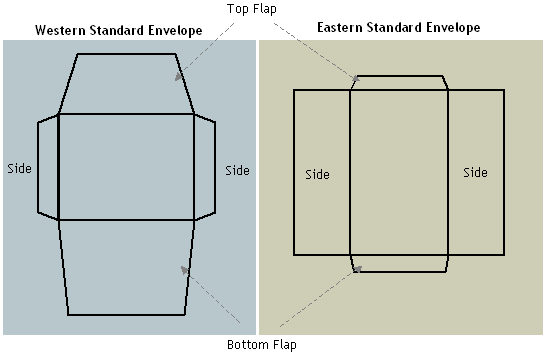
Phong bì
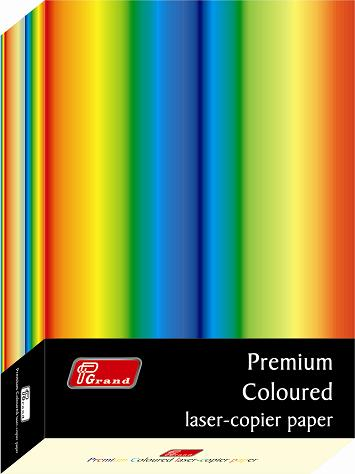
Giấy photocopy
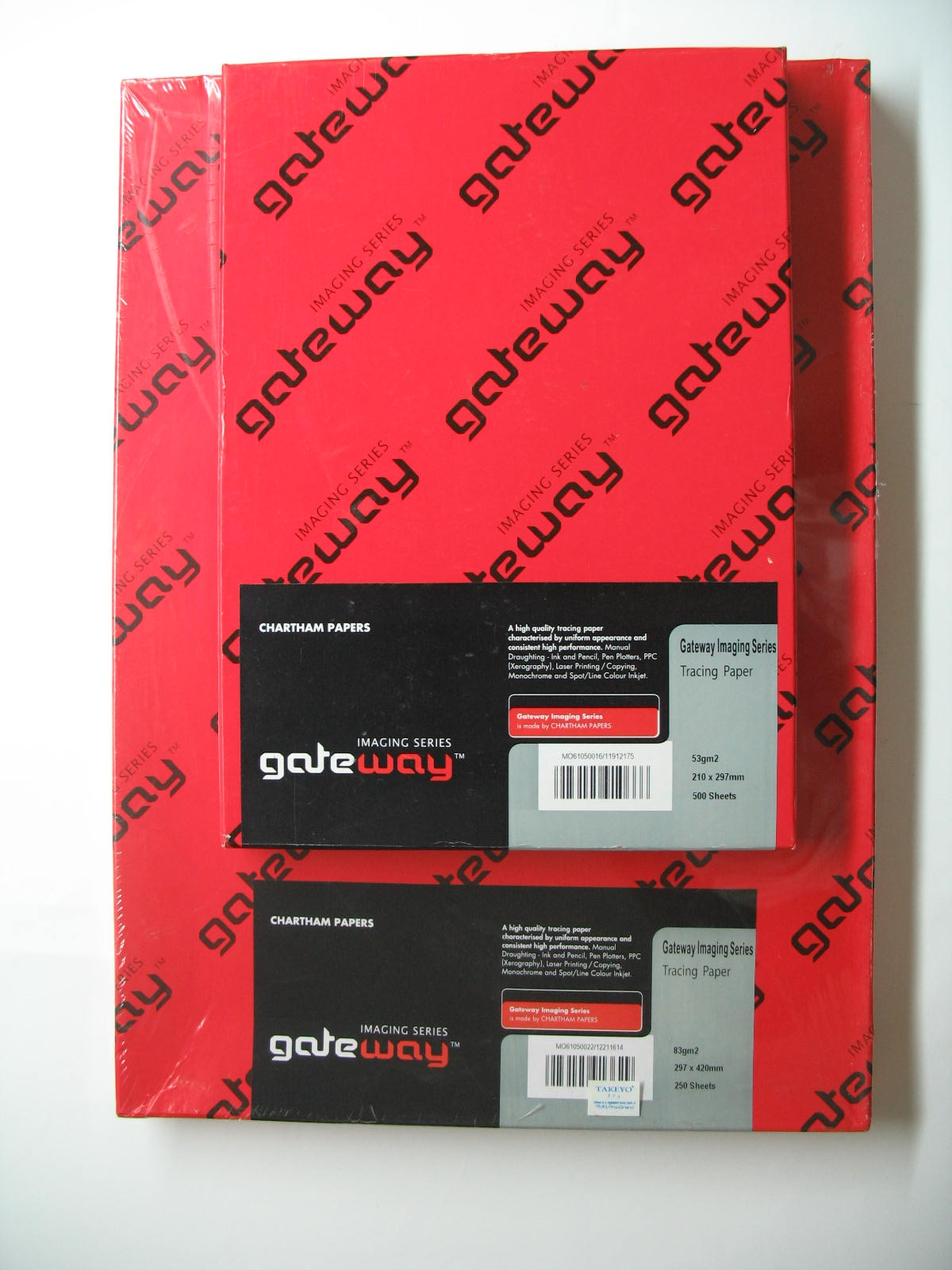
Giấy can
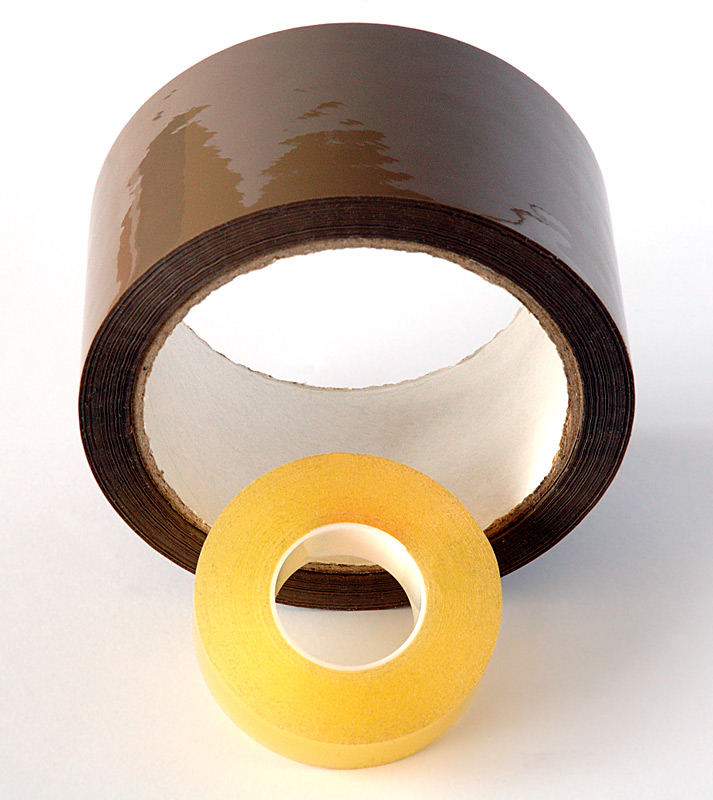
Băng dính
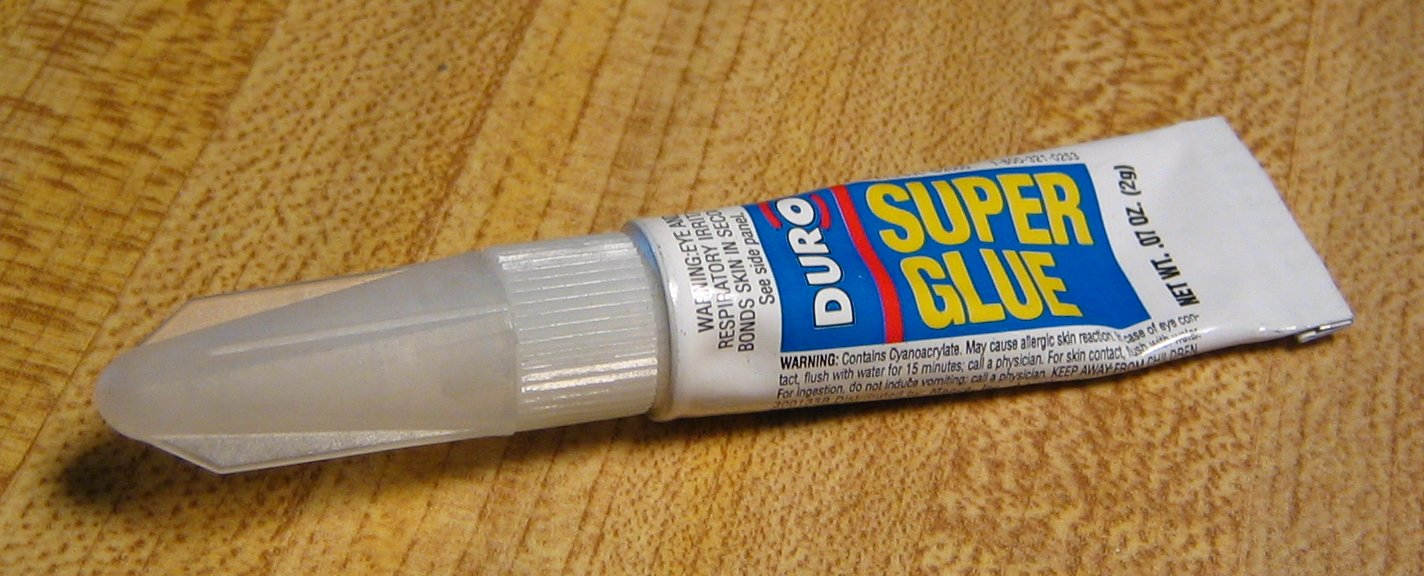
Keo dán siêu dính
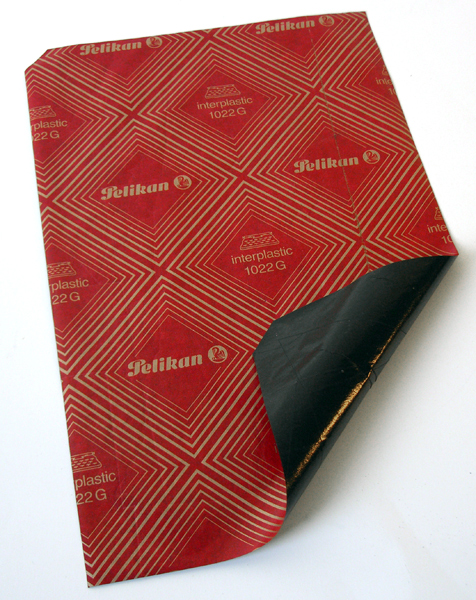
Giấy than
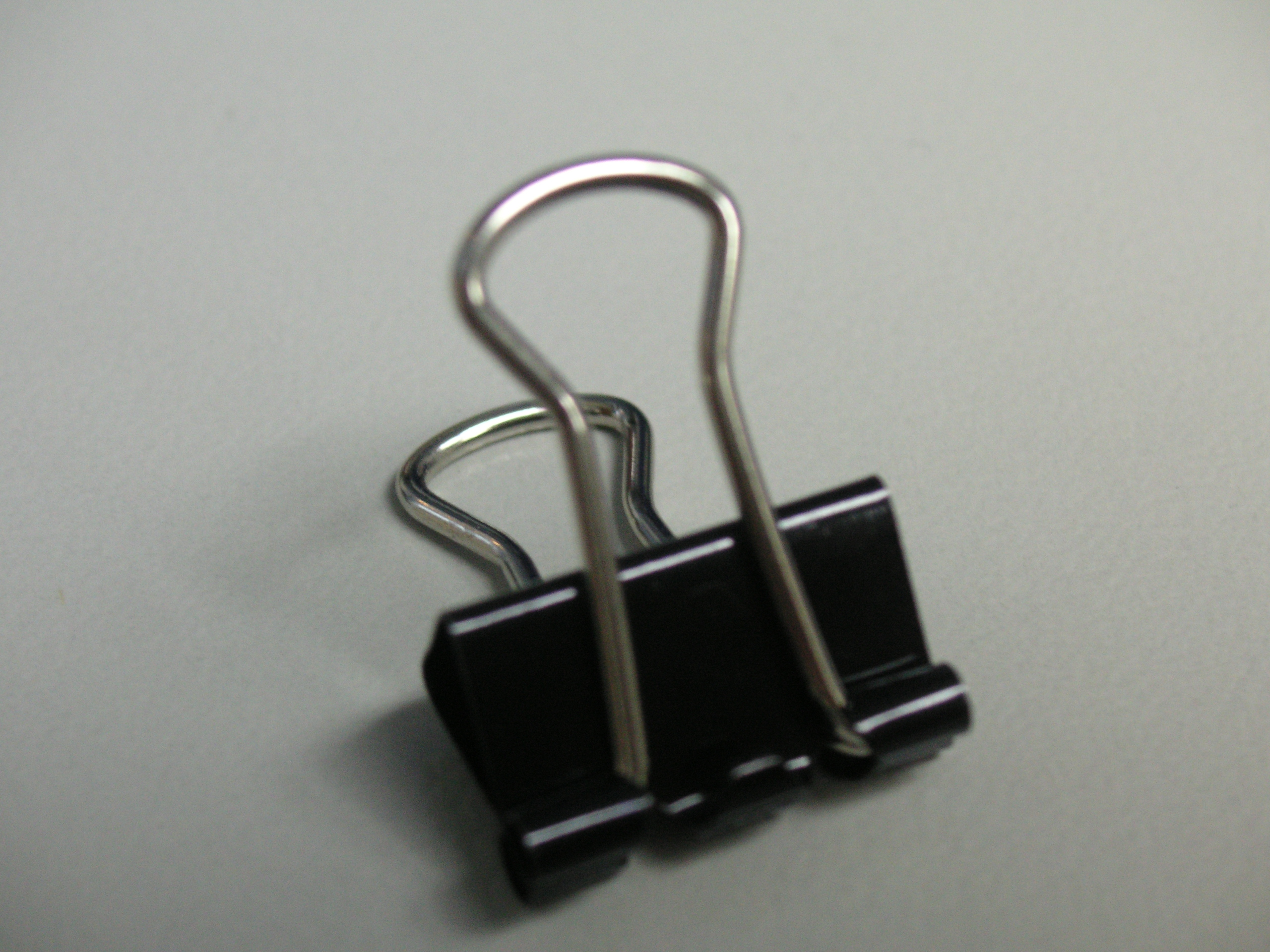
Kẹp sắt
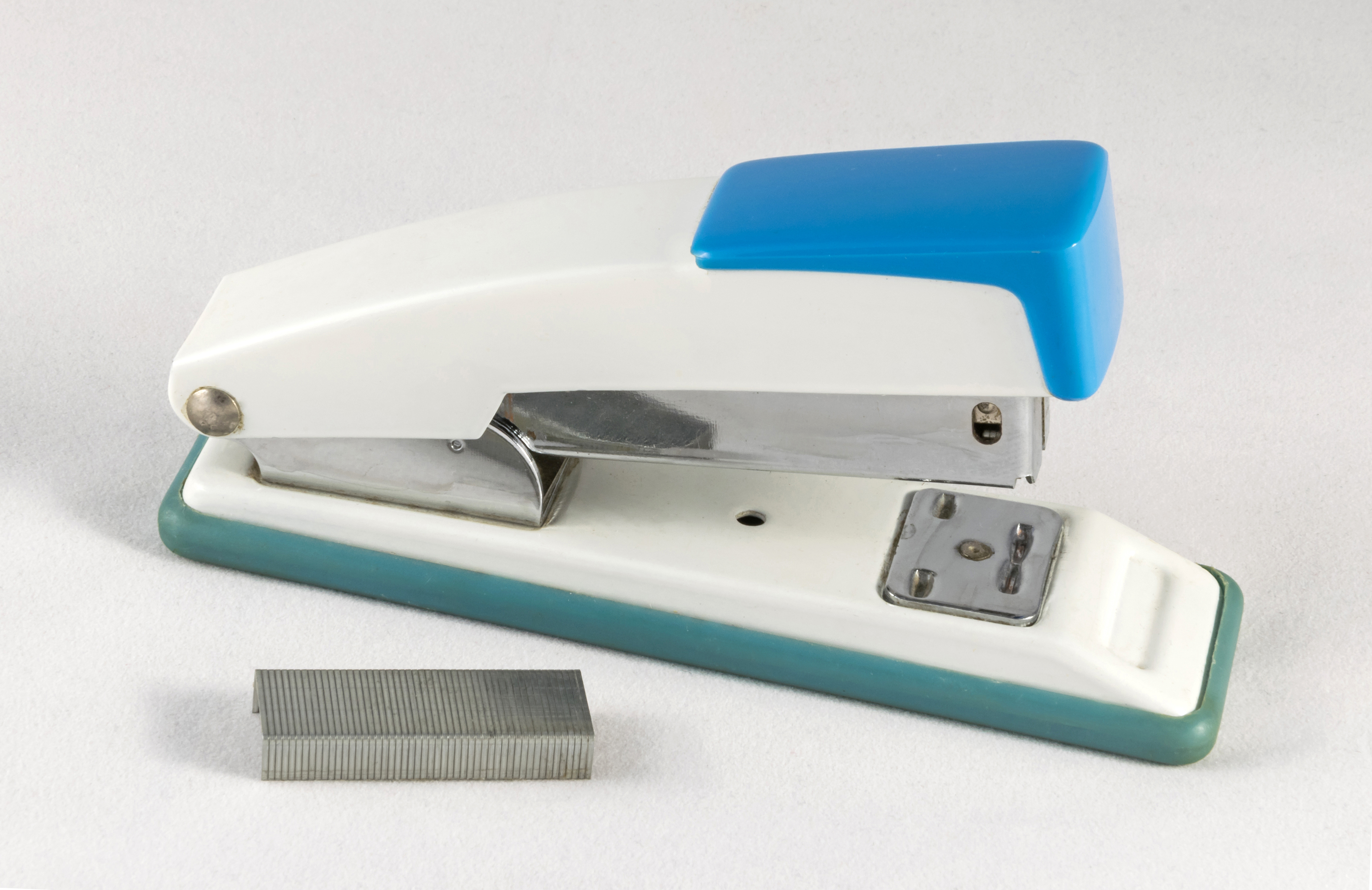
Dập ghim
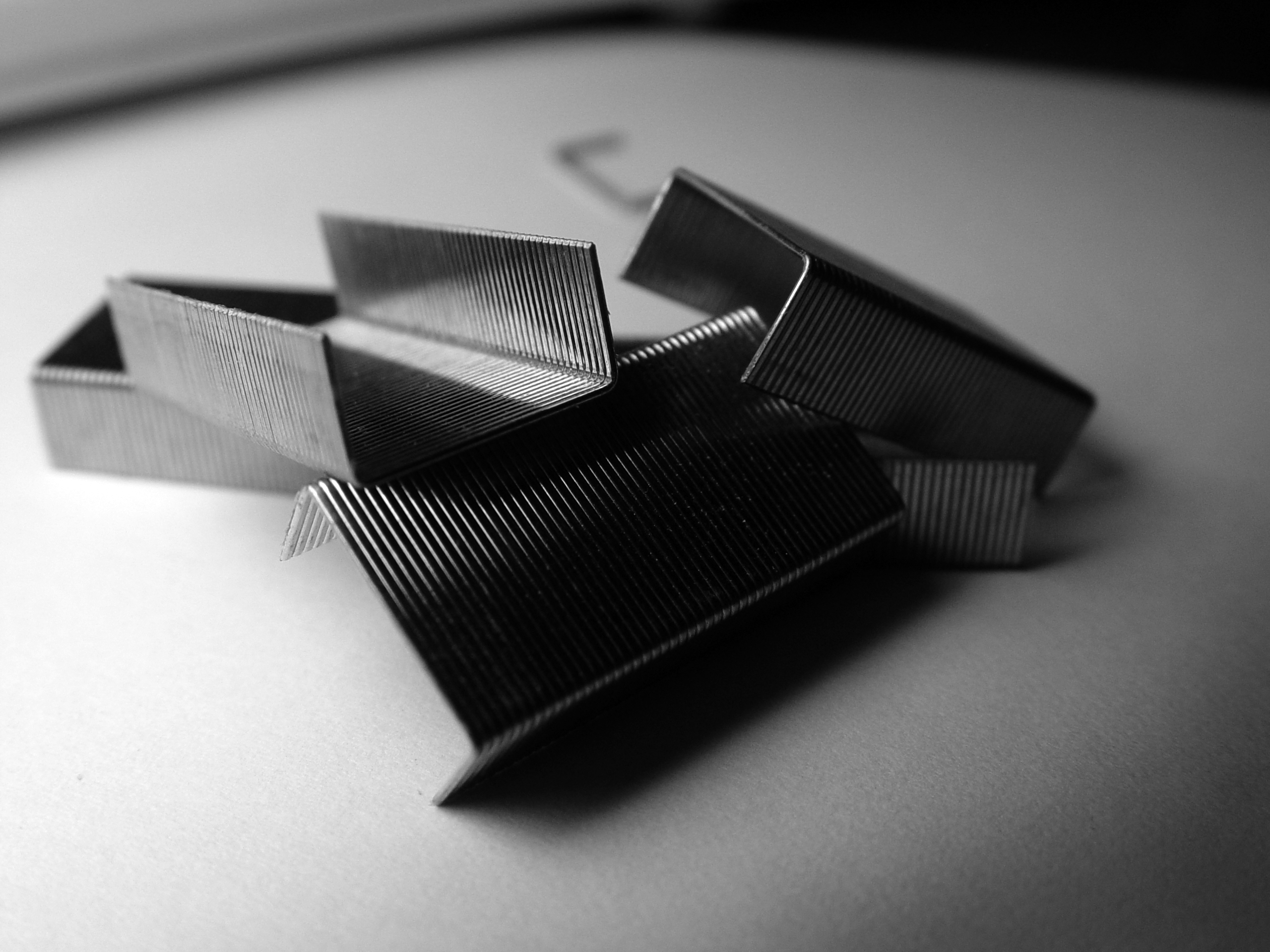
Ghim dập
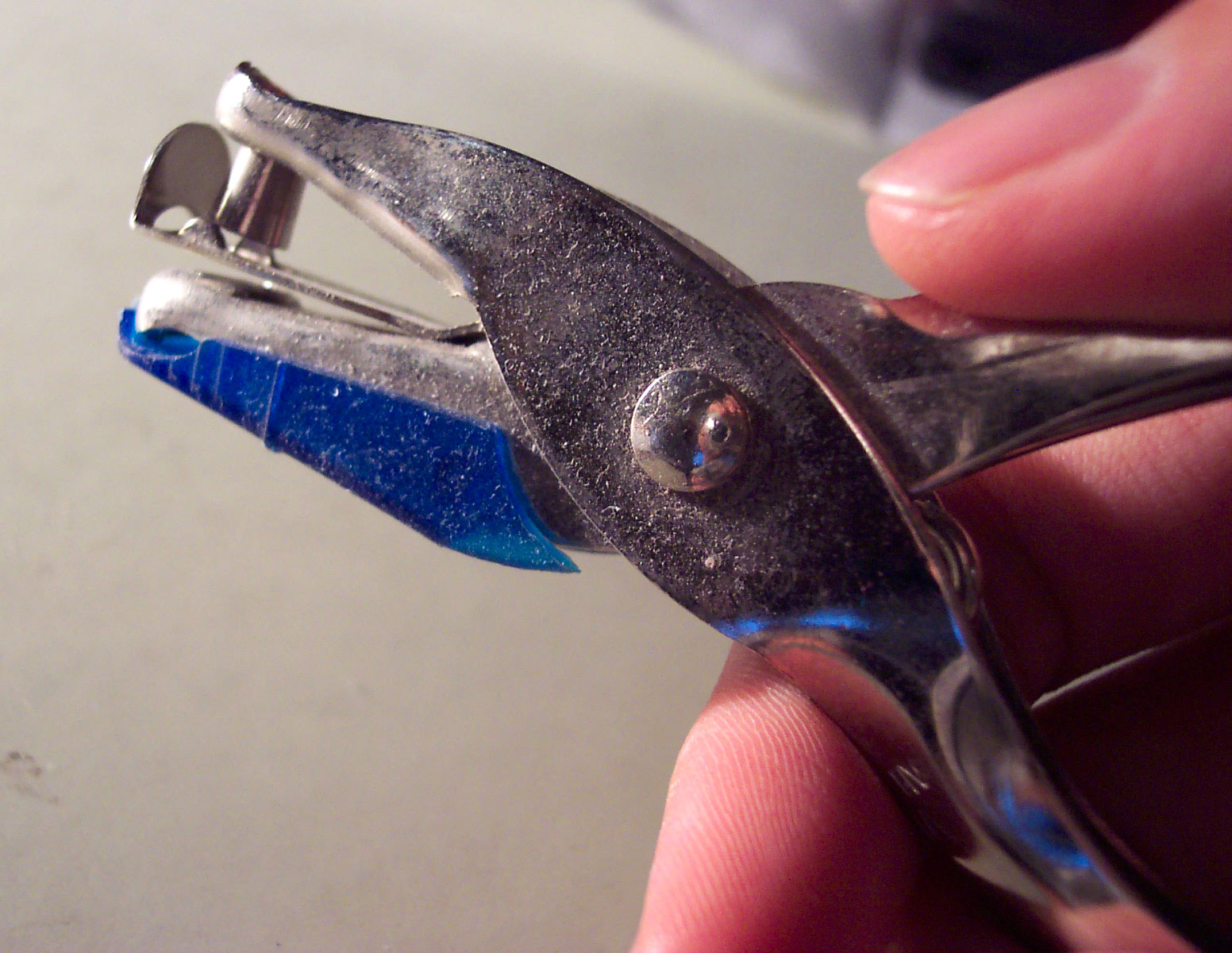
Kìm đục lỗ
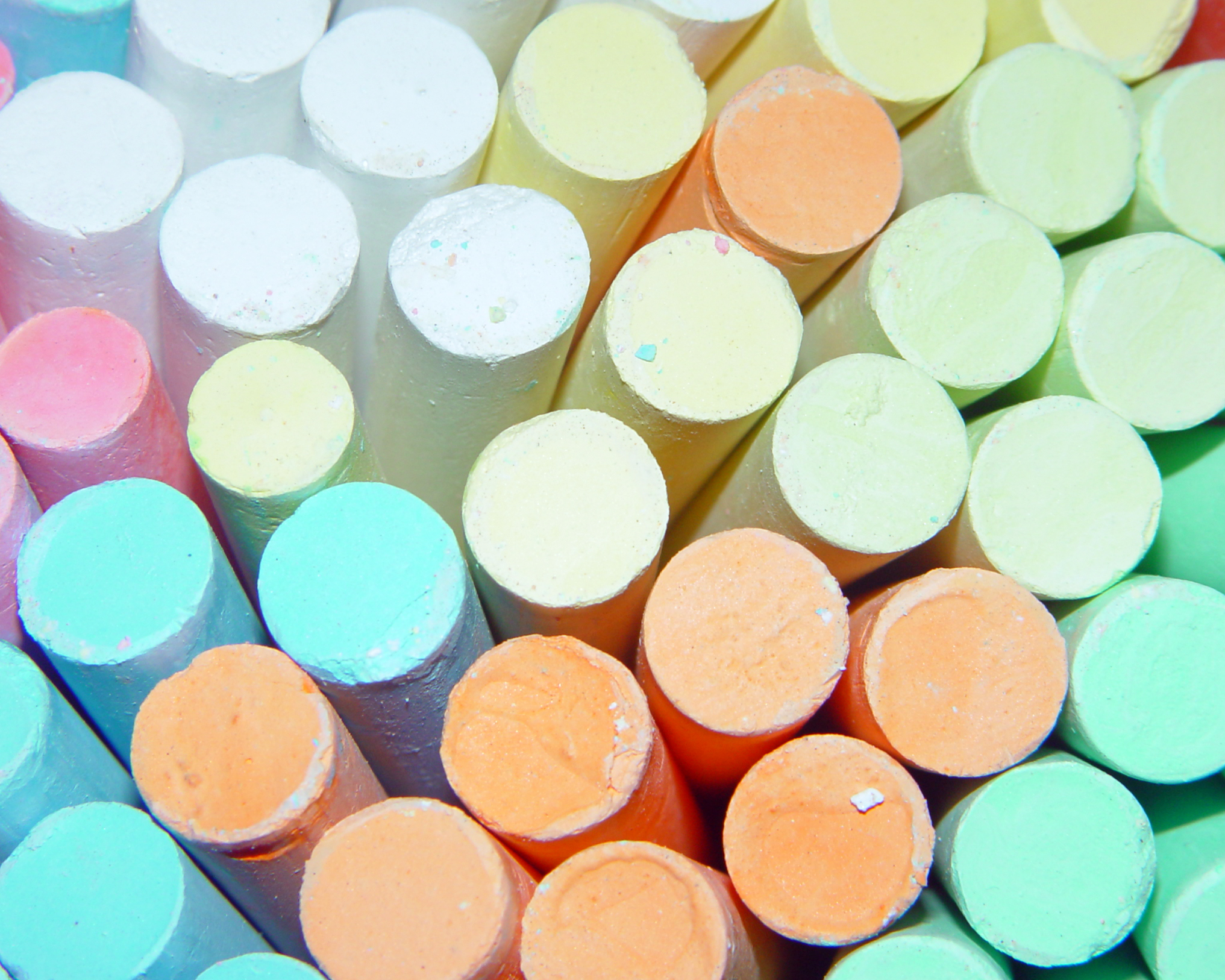
Phấn